# 閉値域の定理
数学のバナッハ空間に関する定理である閉値域の定理（へいちいきのていり、英: closed range theorem）とは、稠密に定義された閉作用素が閉の値域を持つための必要十分条件を与える定理である。ステファン・バナフの1932年の論文 Théorie des opérations linéaires において証明された。
X と Y をバナッハ空間とし、T : D(X) → Y を、定義域 D(T) が X において稠密であるような線形閉作用素とし、{\displaystyle \scriptstyle {T'}} をその転置とする。閉値域の定理は、次の四つの条件が同値であるということについて述べた定理である:
- T の値域 R(T) は、Y において閉である。
- {\displaystyle \scriptstyle {T'}} の値域 {\displaystyle \scriptstyle {R(T')}} は、X の双対空間 {\displaystyle \scriptstyle {X'}} において閉である。
- {\displaystyle R(T)=N(T')^{\perp }=\{y\in Y|\langle x^{*},y\rangle =0\quad \forall x^{*}\in N(T')\}}
- {\displaystyle R(T')=N(T)^{\perp }=\{x^{*}\in X'|\langle x^{*},y\rangle =0\quad \forall y\in N(T)\}.}

この定理には、いくつかの系（corollary）が存在することがただちに分かる。例えば、上述のような稠密に定義された閉作用素 T に対して R(T) = Y が成り立つことと、転置 {\displaystyle \scriptstyle {T'}} に連続な逆が存在することは同値である。同様に、{\displaystyle \scriptstyle {R(T')=X'}} であることと、T に連続な逆が存在することは同値である。